# الی بلک
الی بلک (به انگلیسی: Ellie Black) ژیمناست زادهٔ ۸ سپتامبر ۱۹۹۵ میلادی اهل کشور کانادا است.